# Шамар Јахриш
Шамар Јахриш пун назив (Shammar Yahr'ish b. Yasir Yun'im b. 'Amr Dhu'l-Adh'ar) (арап. شَمَّر يرعش, "Shammar trembles") био је химјарски краљ.

## Биографија
Године 275. он је своје трупе водио до победе над Наџраном и Марибом (Сабејци су касније повратили своју престоницу) и Хадрамут. Успео је да уједини велики део Јемена, апретпоставља се да је носио титулу “Краљ од Саве и Ду Раидана и Јамната” (Јамнат највероватније представља назив који се користио за јужни Јемен). Од његовог времена Химијарски краљеви су познати као “Туба краљеви”, и слављени по својој храбрости и предводништву у Јеменској песничкој традицији.

## Владавина
Негде око 280. године Шамар Јахриш је владао уједињеним Јеменом из своје престонице, града Зафара.Стотину година касније Абу Караб Асад који је добио надимак "Асад ел Камел" (неко ко је савршен) испунио је највеће аспирације Шамар Јахриша. Под његовим вођством Сабејска држава са престоницом у Марибу престала је да постоји као независна краљевина. Аксумити, који су постали велика сила и окупирали Тихаму и у више наврата делове висоравни, били су потиснути назад у Етиопију. Током његове владавине пре-исламски Јемен достигао је вероватно своје највеће проширење, укључивши у свој састав јужне делове данашње Саудијске Арабије и цео Оман.